# Stacking (Bildverarbeitung)
In der Bildverarbeitung bezeichnet Stacking ein Verfahren, aus vielen Einzelbildern eines Objekts ein optimiertes Bild zu berechnen.
Beim Focus stacking werden Bilder einer Belichtungsserie zusammengeführt, die unterschiedliche Bereiche eines Objekts scharf wiedergeben. Auf diese Weise bildet ein Lichtmikroskop mit seiner geringen Schärfentiefe auch ausgedehnte Objekte scharf ab.
Das Lucky Imaging wählt nur die besten Bilder einer astronomischen Beobachtungsreihe aus und summiert sie auf.
Die Selektion verringert die Störungen durch die Atmosphäre, die Summation verbessert das Signal-Rausch-Verhältnis. Bei punktförmigen Lichtquellen wie Sternen spricht man auch von  Speckle Imaging.
Neben dem Wort Stacking ist auch die englische Bezeichnung Shift and Add gebräuchlich. Sie hebt hervor, dass Bilder nicht einfach aufaddiert werden sollten, sondern zunächst ihre Ausrichtung korrigiert werden muss. Das Verfahren spielt in der Astrofotografie eine große Rolle. Da hier die Teleskope fest montiert sind, wird die Rotation als unverändert angenommen.

## Auswahl einiger astronomischer Bearbeitungsprogramme
- PlanetarySystemStacker (Open Source)
- Registax (Freeware, nur Microsoft Windows bzw. Wine)
- Siril (Open Source), Schwerpunkt Deep Sky
- DeepSkyStacker (Freeware, nur Microsoft Windows), Schwerpunkt Deep Sky